# チャールズ・アボット (植物学者)
チャールズ・アボット（英語: Charles Abbott、1761年3月24日 - 1817年9月8日）は、イギリスの植物学者、昆虫学者。

## 略歴
チャールズ・アボットは1779年10月1日にオックスフォード大学ニュー・カレッジに入学、1787年に文学修士の学位を得る。1793年にロンドン・リンネ協会フェローに選出され、1802年に神学学士と神学博士の学位を得た。ベッドフォードシャーのゴルディントンとオークリー・レインズ（Oakley Raynes）の副牧師とツィードデール侯爵の牧師を務めたほか、1787年から1817年までベッドフォード・スクールの座席先導係（Usher）をつとめた。1817年10月、ベッドフォードで死去した。
1798年にイングランドではじめてタカネキマダラセセリを捕獲したことで知られる。

## 著作
- Flora Bedfordiensis（1795年5月） - ベッドフォードシャーの植物956種の一覧
- Flora Bedfordiensis（1798年11月） - ベッドフォードシャーの植物に関する書物
- Monody on the Death of Horatio, Lord Nelson（1805年） - ネルソン子爵の死去に際して書かれたモノディ
- Parochial Divinity（1807年） - 説教集